# Artabotrys insignis
Artabotrys insignis este o specie de plante angiosperme din genul Artabotrys, familia Annonaceae, descrisă de Adolf Engler și Friedrich Ludwig Diels.

## Subspecii
Această specie cuprinde următoarele subspecii:
- A. i. concolor
- A. i. insignis